# Sky & Country
Sky & Country is het tweede muziekalbum van het Amerikaanse jazztrio Fly. Het studioalbum is opgenomen in februari en juni 2008 in de Avatar Studios in New York. Door de afwijkende opzet van het trio, zonder gitaar of piano, kon alle vrijheid gegeven worden aan de saxofoon. Na de opnamen verwondde Turner vier vingers bij zaagwerkzaamheden; minstens acht maanden revalidatie waren nodig.

## Musici
- Mark Turner – tenorsaxofoon, sopraansaxofoon
- Larry Grenadier – contrabas
- Jeff Ballard – slagwerk

## Composities
1. Lady B (Ballard)(7:24)
2. Sky & Country (Ballard)(6:40)
3. Elena Berenjena (Turner)(5:15)
4. CJ (Grenadier)(7:29)
5. Dharma Days (Turner)(5:05)
6. Anandananda (Turner)(10:34)
7. Perla Morena (Ballard)(5:45)
8. Transfigured (Grenadier)(8 :38)
9. Super Sister (Turner)(10 :50)